# Gerenzano
Gerenzano (lombardul: Gerenzan) település Olaszországban, Varese megyében. Lakosainak száma 10 845 fő (2023. január 1.). Gerenzano Cislago, Rovello Porro, Turate, Rescaldina, Saronno és Uboldo községekkel határos.

## Népesség
A település népességének változása:
| Lakosok száma | 10 859 | 10 914 | 10 845 |
|               | 2017   | 2018   | 2023   |